# Tourniquets, Hacksaws and Graves
Tourniquets, Hacksaws and Graves är det amerikanska death metal-bandet Autopsys sjunde studioalbum, släppt 2014 av skivbolaget Peaceville Records. Låttexterna belyser bland annat tortyr, sexuell förnedring, koprofili och nekrofili.

## Låtlista
1. "Savagery" – 2:22
2. "King of Flesh Ripped" – 4:43
3. "Tourniquets, Hacksaws and Graves" – 4:03
4. "The Howling Dead" – 5:59
5. "After the Cutting" – 3:37
6. "Forever Hungry" – 4:40
7. "Teeth of the Shadow Horde" – 3:28
8. "All Shall Bleed" (instrumental) – 1:12
9. "Deep Crimson Dreaming" – 5:13
10. "Parasitic Eye" – 4:10
11. "Burial" – 3:45
12. "Autopsy" – 5:48

## Medverkande
Musiker (Autopsy-medlemmar)
- Chris Reifert – sång, trummor, bakgrundssång
- Danny Coralles – gitarr, piano, bakgrundssång
- Eric Cutler – elgitarr, akustisk gitarr, sång
- Joe Allen (Joe Trevisano) – basgitarr, bakgrundssång

Bidragande musiker
- Don Hopper – körsång (spår 12)
- Ron Falcon – körsång (spår 12)
- Aaron Cronon – körsång (spår 12)

Produktion
- Adam Munoz – producent, ljudtekniker, ljudmix
- Autopsy – producent
- Ken Lee – mastering
- Matt Vickerstaff – omslagsdesign
- Wes Benscoter – omslagskonst
- Courtney McCutcheon – foto
- Jon Chandler – logo